# The Cosmos Rocks
The Cosmos Rocks es el primer álbum de estudio de Queen + Paul Rodgers y a su vez el último de Queen. Fue publicado el 15 de septiembre de 2008 en Europa y el 28 de octubre de 2008 en Norteamérica. Contiene 14 nuevas canciones de estudio escritas por Brian May, Paul Rodgers y Roger Taylor. Este es el primer (y último) álbum con material nuevo de los dos miembros originales de Queen desde Made In Heaven en 1995, y el primer álbum de estudio con Paul Rodgers como cantante principal, diecisiete años después de la muerte de Freddie Mercury.

## Historia
La banda venía anunciado que estaban produciendo un nuevo disco durante el último año; luego Paul Rodgers anunció que tenían nueve canciones listas para el nuevo disco con composiciones de todos los miembros. A los tres miembros se les oirá cantar, no solo a Paul Rodgers como vocalista líder. Y pese a que en la definición inicial diga que es un nuevo disco de "Queen", en realidad será el primer álbum de un nuevo proyecto musical formado por el guitarrista Brian May y el batería Roger Taylor (Queen) junto al cantante Paul Rodgers (Free, Bad Company y The Firm) al que han denominado como Queen + Paul Rodgers.

## Lista oficial de canciones
«Queen + Paul Rodgers – Press Release: C-lebrity». Archivado desde el original el 17 de agosto de 2008.</ref> ==

| N.º | Título                         | Duración |  |
| 1.  | «Cosmos Rockin'»               | 4:10     |  |
| 2.  | «Time to Shine»                | 4:23     |  |
| 3.  | «Still Burnin'»                | 4:04     |  |
| 4.  | «Small»                        | 4:39     |  |
| 5.  | «Warboys (A Prayer for Peace)» | 3:18     |  |
| 6.  | «We Believe»                   | 6:08     |  |
| 7.  | «Call Me»                      | 2:59     |  |
| 8.  | «Voodoo»                       | 4:27     |  |
| 9.  | «Some Things That Glitter»     | 4:03     |  |
| 10. | «C-lebrity»                    | 3:38     |  |
| 11. | «Through the Night»            | 4:54     |  |
| 12. | «Say It's Not True»            | 4:00     |  |
| 13. | «Surf's Up... School's Out!»   | 5:38     |  |
| 14. | «small reprise»                | 2:05     |  |

Bonus DVD – Live From Japan
1. "Reaching Out" (Hill/Black)
2. "Tie Your Mother Down" (May)
3. "Fat Bottomed Girls" (May)
4. "Another One Bites the Dust" (Deacon)
5. "Fire and Water" (Rodgers/Fraser)
6. "Crazy Little Thing Called Love" (Mercury)
7. "Teo Torriatte (Let Us Cling Together)" (May)
8. "These Are the Days of Our Lives" (Taylor)
9. "Radio Ga Ga" (Taylor)
10. "Can’t Get Enough" (Ralphs)
11. "I Was Born to Love You" (Mercury)
12. "All Right Now" (Rodgers/Fraser)
13. "We Will Rock You" (May)
14. "We Are the Champions" (Mercury)
15. "God Save the Queen" (trad.)

Canciones que no son del álbum
- "Runaway" (Shannon/Crook)

Canciones omitidas
- "Take Love" (Rodgers)

## Tour
La banda anunció una gira de conciertos por Europa y Latinoamérica (tras más de 20 años desde la última). La gira resultó ser un gran éxito, pese a las escasas ventas del disco.
Para más información visitar: Rock the Cosmos Tour